# Barn (album de Neil Young & Crazy Horse)
Pour les articles homonymes, voir Barn (homonymie).
Albums de Neil Young
Way Down in the Rust Bucket
(2021) Toast
(2022)
Barn est le 42e album studio album de Neil Young sorti en 2021.

## Titres
1. "Song of the Seasons" – 6:04
2. "Heading West" – 3:22
3. "Change Ain't Never Gonna" – 2:53
4. "Canerican" – 3:12
5. "Shape of You" – 2:55
6. "They Might Be Lost" – 4:32
7. "Human Race" – 4:14
8. "Tumblin' Thru the Years" – 3:19
9. "Welcome Back" – 8:28
10. "Don't Forget Love" – 3:48

## Musiciens
- Neil Young – chant, guitare, piano, harmonica
- Crazy Horse
  - Nils Lofgren – Chœurs, guitare, piano, accordéon
  - Billy Talbot – Chœurs, basse
  - Ralph Molina – Chœurs, batterie